# جورج هاو، سومین ویکنت هو
جورج هاو، سومین ویکنت هو (انگلیسی: George Howe, 3rd Viscount Howe; ۱۷۲۵ – ۱۷۵۸) فرد نظامی اهل پادشاهی بریتانیای کبیر بود.